# 國際管理發展學院
国际管理發展学院（英語：International Institute for Management Development，縮寫IMD）是位于瑞士的洛桑的一家商学院。IMD開設了工商管理硕士（MBA）学位课程以及高管培训课程（非学位课程）。

## 历史
位于瑞士洛桑的IMD成立于1990年，其前身为加拿大铝业集团于1946年设立于日内瓦的IMI商学院和Nesti在1957年设立于洛桑的IMEDE商学院。IMD内部不划分院系。

## 教育
IMD主要提供以下两类课程:
- 学位课程: MBA课程、EMBA课程
- 高管课程: 公开课程、定制培训课程

IMD的学位课程为 AACSB、AMBA及 EFMD(EQUIS)共同认可。

### 工商管理硕士课程
IMD的MBA课程为一年的全日制课程，从每年的1月到12月（含短暂的暑假）。相对于其他商学院两年制的MBA课程，IMD的MBA课程相当繁重——学员们需要在更短的时间内完成相当数量和质量的学位课程。IMD有意将其MBA课程的规模控制在每届90名学员，以促进学员与教授以及学员之间的充分交流。
不同于众多顶级商学院强调功能性专业技能的培训，其毕业生大多跻身金融业；IMD的MBA课程则更重视学员的个人发展，着力培养学员的管理技能和领导能力。 因此，IMD的MBA课程毕业生中有70%左右走向实业界的管理岗位或者管理咨询公司。根据最新的调查报告，IMD的MBA课程毕业生的平均年薪为14.2 万美元，处于世界顶级商学院的MBA课程毕业生的最高水平。
IMD的MBA课程的入学标准包括：（1）获得认可的学士学位（包括等同学历），（2）通过管理学研究生入学考试（GMAT），（3）三年以上的全职工作经验，以及（4）出色的语言能力——优秀的书面和口头英文表达能力外加熟练掌握一门非英文语言。

### 在职工商管理硕士课程
EMBA课程不同于MBA课程之处在于其学员为在职业生涯中发展到一定阶段的富有经验的管理人士。因此，IMD的EMBA课程重视培养学员的领导能力、业务整合能力以及实务应用能力。IMD的EMBA课程拥有65名学员、平均年龄39岁，在《金融时报》的全球EMBA课程榜单上名列第五，并被该媒体誉为云集了世界上最富经验的EMBA学员。

### 高管课程
IMD与众不同之处在于高管课程构成其教学活动的基石。基于IMD与实业界的深厚渊源，众多跨国公司既是其客户也是其合作伙伴；IMD亦一贯致力于为公司客户开发商业管理培训课程和研究项目。高管课程为IMD带来了95%的运营收入，其中50%来自定制培训课程、45%来自公开课程。
IMD与美国麻省理工学院的斯隆管理学院建立了战略合作关系。这两所顶级商学院在各自的校园里开设双方合作开发的培训项目。

## IMD全球项目

### 全球家族企业中心
IMD与全球领先的各大家族企业的紧密合作已经走过了近一辈人时间。IMD的全球家族企业中心持续提供高度相关的教学研究。

### 全球价值链中心
由IMD的公司客户发起促成的2020全球价值链中心旨在探索和开发未来价值链和商业模式中的最佳实践。这些研究集中分析从过去十年的价值链演变趋势中提炼出来的12个关键战略问题，并据此关注未来十年可能主导新的价值链演变的重大趋势。

### 全球董事会中心
IMD 在过去35年中持续为顶级商业组织的董事会提供培训项目。IMD的全球董事会中心致力于公司治理问题的研究，并通过为董事会提供广泛的培训教育以支持企业的长期成功。

### 全球持续领导力中心
IMD的全球持续领导力中心为世界主流企业提供持续性战略方面的课程、研究、案例学习和定制培训。

## IMD研究中心

### 世界竞争力研究中心
自1989年起，IMD的世界竞争力研究中心（WCC）就一直是国家和企业竞争力研究方面的先锋。WCC通过收集与竞争力相关的最新数据和分析相关政策结果以推进对世界竞争力的认知。凭籍与全球54家研究机构的合作，WCC为政府、企业和学术圈提供竞争力方面的专题研讨会以及《世界竞争力年鉴》、《世界竞争力年鉴（网络版）》和《各国（地区）竞争力报告》。

### 企业持续型管理研究中心
IMD创设的企业持续管理研究中心（CSM）将教学与研究融为一体，旨在成为企业持续发展进程中的学术伙伴以帮助企业从多方面实施其持续发展战略。CSM力图通过社会及环境战略举措为其成员企业创造可持续的商业优势。

### 埃维昂组织
埃维昂组织是一个由各大企业、政府和决策领导者于1995年在日内瓦湖畔的埃维昂莱班成立的国际组织。埃维昂组织倡导贸易自由化以达成经济增长和保持全球化动力，并全力推进多边框架下的公开、包容、公平且可持续的全球市场经济。该组织的成员认为国际贸易和国际投资能通过相互理解和共同利益来团结不同国家、不同大洲、不同文化和不同辈分的人。

## 排名
- 《金融时报》: 高管课程 – 非学位课程
  - 2013: 全球公开课程#1
  - 2012: 全球公开课程#1
  - 2009: 全球高管课程#2，除美国商学院之外的高管课程 #1
  - 2008: 欧洲公开课程#1
  - 2008: 欧洲定制课程#1
  - 2008: 全球公开课程与定制课程综合#1
- 《金融时报》: MBA – 各项MBA课程排名综合
  - 2007: 欧洲和国际MBA课程#1
- 《商业周刊》: MBA – 根据校友问卷调查及雇主问卷调查
  - 2012: 全球领导能力课程#1
  - 2006: 除美国商学院之外的MBA课程#4
- 《华尔街日报》: MBA – 根据雇主关于毕业生印象和就业办支持的问卷调查
  - 2007: 全球MBA课程#2
- 《福布斯》: MBA – 根据校友关于投资回报的调查问卷
  - 2019: 全球一年制MBA课程#1
  - 2017: 全球一年制MBA课程#1
  - 2013: 全球一年制MBA课程#1
  - 2013: 除美国商学院之外的MBA课程#1
  - 2011: 全球一年制MBA课程#1
  - 2007: 全球一年制MBA课程#1
- 《经济学家》: MBA – 根据学员和校友关于就业机会、个人发展、薪资增长和拓展网络的调查问卷
  - 2011: 全球MBA课程# 3，除美国商学院之外的MBA课程# 1
  - 2008: 全球MBA课程# 1

## 知名校友
- Paul Bulcke: CEO, Nestle
- Philipp Humm: CEO, T-Mobile USA
- Oswald Grübel: CEO, UBS
- Søren Skou: CEO, A.P. Moller-Maersk
- Mark Rutte: Prime Minister, Netherlands
- Susanne Klatten: Member of the Board, BMW
- Thomas Schmidheiny: Chairman, Holcim
- Matti Alahuhta: CEO, Kone Corporation
- Jon Fredrik Baksaas: President and CEO, Telenor
- Svein Aaser: CEO, DnB NOR
- Mark Opzoomer: CEO, Rambler Media
- Harsh Goenka: Chairman, RPG Enterprises
- Milinda Moragoda: Sri Lankan Cabinet Minister of Justice, Law Reform and MP
- Gerard Kleisterlee: CEO, Royal Philips Electronics
- Bjarni Ármannsson: CEO, Glitnir Bank, Iceland
- Michael Patsalos-Fox: Chairman, Americas, McKinsey & Company
- Ian Charles Stewart: Founder, Wired
- Diego Molano Vega: Minister of Information Technologies and Communications, Colombia
- René Müller: CEO, GMC SOFTWARE AG, Switzerland
- Prince Pieter-Christiaan of Orange-Nassau, van Vollenhoven, Netherlands